# 韓国文人協会
韓国文人協会(かんこくぶんじんきょうかい)は1961年に創立した韓国にある文学団体。文協と略称される。

## 概要
1949年に結成された韓国文学家協会が母体。自由文学家協会、詩人協会、小説家協会、戦後文学家協会が集まり1961年に創立した。詩、時調、小説、戯曲、評論、児童文学、随筆、翻訳の8部門で構成される。
韓国文人協会の目標は民族文学の向上と発展、会員相互間の親睦、文学人の権益の擁護、外国文学との交流推進であり、機関誌として月刊『月刊文学』、季刊『季節文学』を発行している。
金東里、徐廷柱、趙演鉉など親政府系列の文人達が理事長を務め権威主義政権下で「文学的権力」の伸長を狙ったという面もあり、韓国文壇の保守的な勢力を象徴する団体でもある。2007年、大統領選挙では104名の文人がハンナラ党候補である李明博を公開支持した。
韓国文人協会は文学の発展に寄与するため、文学賞を運営している。現在韓国文人協会が主催する文学賞に、韓国文学賞、趙演鉉文学賞、尹東柱文学賞、海外韓国文学賞、月刊文学金里賞、月刊文学詩人作品賞、文協共同主幹文学賞、朴栄濬文学賞、東西コーヒー文学賞がある。

## 歴代理事長
- 初代：田栄沢
- 第2－8代：朴鍾和
- 第9－10代：金東里
- 第11－12代：趙演鉉
- 第13代：徐廷柱
- 第14－15代：趙演鉉
- 第16－17代：金東里
- 第18代：趙炳華
- 第19－20代：黄命
- 第21代：成春福
- 第22－23代：申世薫
- 第24代：金年均

## 韓国文人協会事務所
ソウル特別市鐘路区東崇洞1－117、예총会館内　韓国文人協会